# Stromořadí lip srdčitých v Suchdole
Stromořadí lip srdčitých v Suchdole je památné stromořadí, která roste v Praze 6 v centru Suchdola ve středním zeleném pásu ulice Gagarinova, kde je z obou stran obklopena komunikací. Vede od ulice Lysolajská přes ulici Budyňskou po ulici Osvobození.

## Parametry stromu
- Výška (m): 11–21 (rok 2015)
- Obvod (cm): 120–257 (rok 2015)
- Ochranné pásmo: ze zákona
- Datum prvního vyhlášení: 15.04.1998[2]
- Odhadované stáří: 95 let (k roku 2016)[3]

## Popis
Jednořadá alej je nejpočetnějším památným stromořadím v Praze. Je dlouhá přibližně 230 metrů. Stromy mají silné kmeny a do výšky protáhlé koruny. Poskytují příjemný stín a zvyšují vlhkost vzduchu výparem z listů.

## Historie
O výsadbu aleje ze vzrostlých stromů se zasloužili členové místního zahrádkářského svazu Vojtěch Smetana a Václav Tůma. Památných stromů bylo původně vyhlášeno 19, v lednu roku 2019 byla ochrana jedné lípy zrušena kvůli jejímu usychání a pravděpodobnému napadení dřevokaznou houbou. Osm stromů má od roku 2000 ve svých korunách vazby pro statické zajištění.

## Významné stromy v okolí
- Lípa republiky (Suchdol)
- Vrba zapomenutá

## Turismus
Okolo lip vede turistická značená trasa  6012 ze Suchdola do Roztok.